# Carso

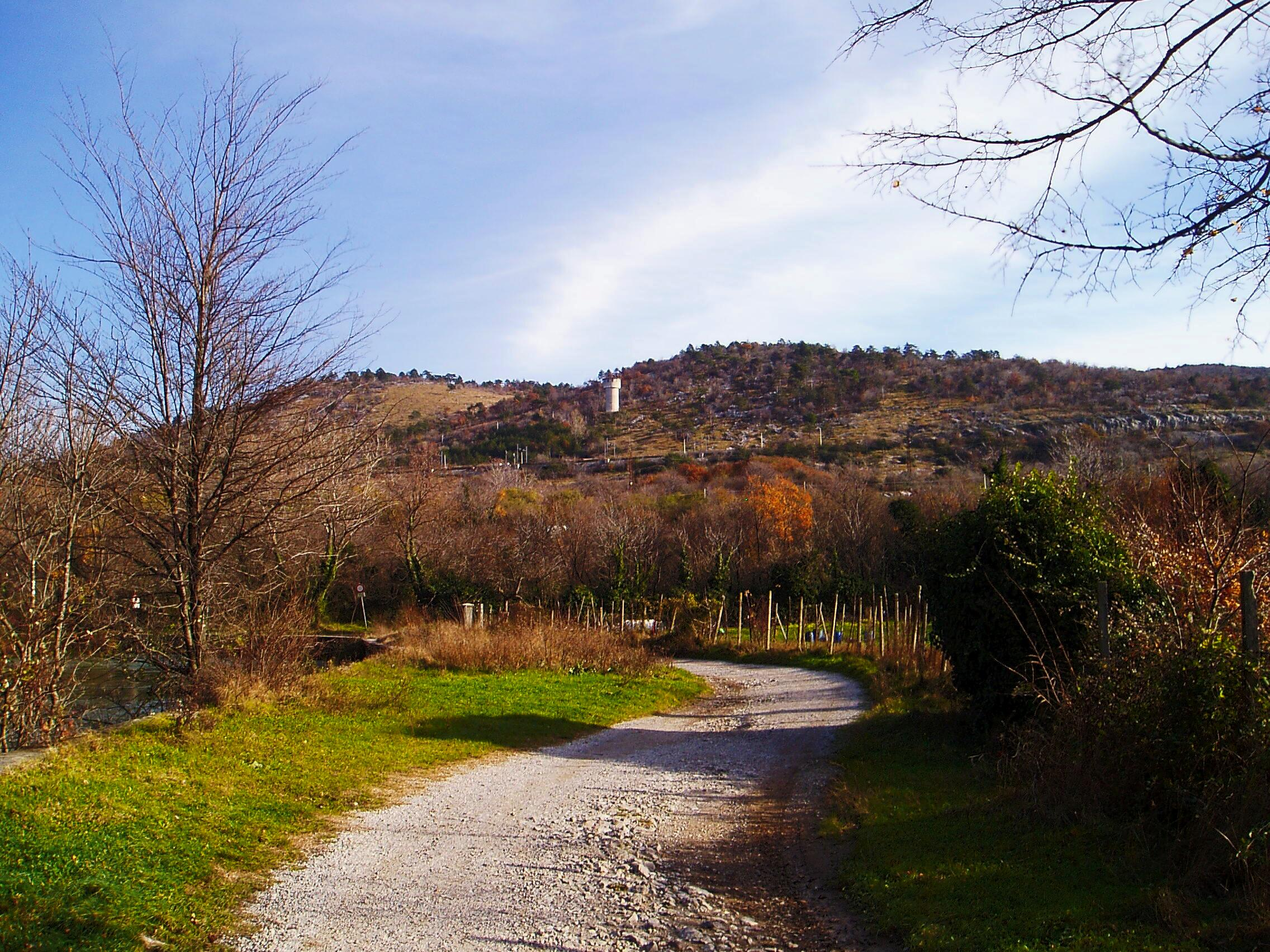
O planalto, visto de Duino

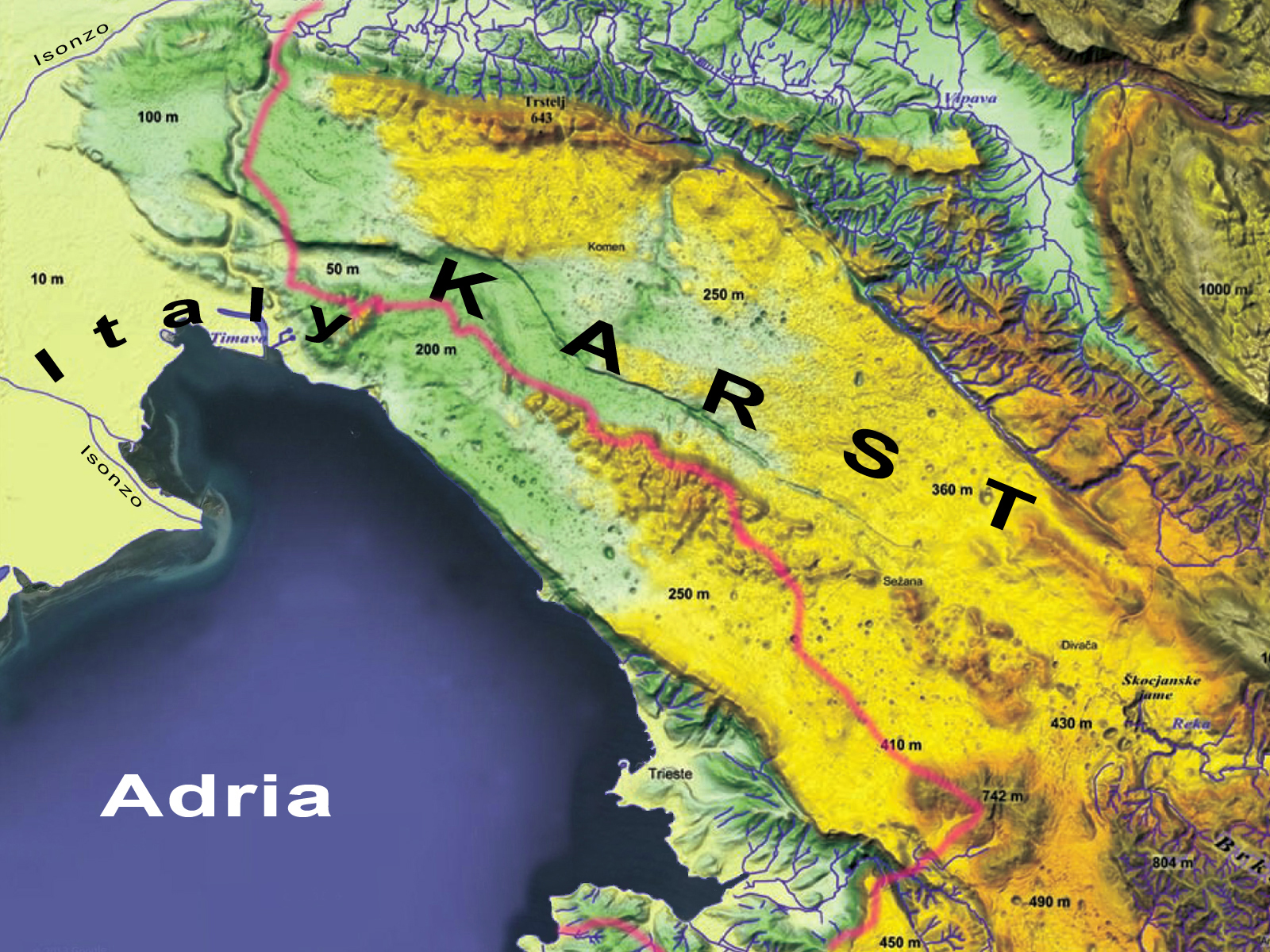
A localização de Carso, no nordeste da Itália

Carso (em esloveno Kras, em croata Krš), também conhecido como Planalto Cársico é um planalto rochoso calcário que se estende do nordeste da Itália, aos pés dos Alpes Julianos (províncias de Gorizia e Trieste), até os Alpes Dináricos (Montanhas Velebit), no extremo noroeste da Croácia, na Ístria, passando pela parte ocidental da Eslovênia. Abrange, portanto, três países.
O relevo típico do Carso, o carste ou relevo cárstico tem seu nome derivado dessa região. Por isso o Carso também é chamado de Karst clássico (Karst é o termo alemão para a região e também o termo pelo qual o relevo é mais conhecido).
O Carso possui um relevo rico de cavidades naturais, dada a extrema solubilidade das rochas calcárias, particularmente em ácido carbônico, presente na água da chuva. Todas essas grutas possibilitam a formação de diversas sociedades espeleológicas. A região é atravessada por uma grande rede de sendeiros e caminhos que permitem de forma especial o desenvolvimento do ecoturismo.

## Divisão tradicional
Os Carso eram uma das divisões tradicionais da partição dos Alpes adoptada em 1926 pelo IX Congresso Geográfico Italiano na Itália, com o fim de normalizar a sua divisão  em Alpes Ocidentais, Alpes Centrais e dos Alpes Orientais, aos quis pertenciam.